# ISO/CEI 8859-11
La norme de codage des caractères ISO/CEI 8859-11 (thaï) contient la plupart des glyphes requis pour la langue thaï.

## Tableau
Le jeu de caractères complet est présenté dans le tableau ci-après.
| ISO/IEC 8859-11:2001 | ISO/IEC 8859-11:2001 | ISO/IEC 8859-11:2001 | ISO/IEC 8859-11:2001 | ISO/IEC 8859-11:2001 | ISO/IEC 8859-11:2001 | ISO/IEC 8859-11:2001 | ISO/IEC 8859-11:2001 | ISO/IEC 8859-11:2001 | ISO/IEC 8859-11:2001 | ISO/IEC 8859-11:2001 | ISO/IEC 8859-11:2001 | ISO/IEC 8859-11:2001 | ISO/IEC 8859-11:2001 | ISO/IEC 8859-11:2001 | ISO/IEC 8859-11:2001 | ISO/IEC 8859-11:2001 |
|                      | x0                   | x1                   | x2                   | x3                   | x4                   | x5                   | x6                   | x7                   | x8                   | x9                   | xA                   | xB                   | xC                   | xD                   | xE                   | xF                   |
| -------------------- | -------------------- | -------------------- | -------------------- | -------------------- | -------------------- | -------------------- | -------------------- | -------------------- | -------------------- | -------------------- | -------------------- | -------------------- | -------------------- | -------------------- | -------------------- | -------------------- |
| 0x                   | Inutilisé            | Inutilisé            | Inutilisé            | Inutilisé            | Inutilisé            | Inutilisé            | Inutilisé            | Inutilisé            | Inutilisé            | Inutilisé            | Inutilisé            | Inutilisé            | Inutilisé            | Inutilisé            | Inutilisé            | Inutilisé            |
| 1x                   | Inutilisé            | Inutilisé            | Inutilisé            | Inutilisé            | Inutilisé            | Inutilisé            | Inutilisé            | Inutilisé            | Inutilisé            | Inutilisé            | Inutilisé            | Inutilisé            | Inutilisé            | Inutilisé            | Inutilisé            | Inutilisé            |
| 2x                   | SP                   | !                    | "                    | #                    | $                    | %                    | &                    | '                    | (                    | )                    | *                    | +                    | ,                    | -                    | .                    | /                    |
| 3x                   | 0                    | 1                    | 2                    | 3                    | 4                    | 5                    | 6                    | 7                    | 8                    | 9                    | :                    | ;                    | <                    | =                    | >                    | ?                    |
| 4x                   | @                    | A                    | B                    | C                    | D                    | E                    | F                    | G                    | H                    | I                    | J                    | K                    | L                    | M                    | N                    | O                    |
| 5x                   | P                    | Q                    | R                    | S                    | T                    | U                    | V                    | W                    | X                    | Y                    | Z                    | [                    | \                    | ]                    | ^                    | _                    |
| 6x                   | `                    | a                    | b                    | c                    | d                    | e                    | f                    | g                    | h                    | i                    | j                    | k                    | l                    | m                    | n                    | o                    |
| 7x                   | p                    | q                    | r                    | s                    | t                    | u                    | v                    | w                    | x                    | y                    | z                    | {                    | \|                   | }                    | ~                    |                      |
| 8x                   | Inutilisé            | Inutilisé            | Inutilisé            | Inutilisé            | Inutilisé            | Inutilisé            | Inutilisé            | Inutilisé            | Inutilisé            | Inutilisé            | Inutilisé            | Inutilisé            | Inutilisé            | Inutilisé            | Inutilisé            | Inutilisé            |
| 9x                   | Inutilisé            | Inutilisé            | Inutilisé            | Inutilisé            | Inutilisé            | Inutilisé            | Inutilisé            | Inutilisé            | Inutilisé            | Inutilisé            | Inutilisé            | Inutilisé            | Inutilisé            | Inutilisé            | Inutilisé            | Inutilisé            |
| Ax                   | NBSP                 | ก                    | ข                    | ฃ                    | ค                    | ฅ                    | ฆ                    | ง                    | จ                    | ฉ                    | ช                    | ซ                    | ฌ                    | ญ                    | ฎ                    | ฏ                    |
| Bx                   | ฐ                    | ฑ                    | ฒ                    | ณ                    | ด                    | ต                    | ถ                    | ท                    | ธ                    | น                    | บ                    | ป                    | ผ                    | ฝ                    | พ                    | ฟ                    |
| Cx                   | ภ                    | ม                    | ย                    | ร                    | ฤ                    | ล                    | ฦ                    | ว                    | ศ                    | ษ                    | ส                    | ห                    | ฬ                    | อ                    | ฮ                    | ฯ                    |
| Dx                   | ะ                    | ◌ั                    | า                    | ำ                    | ◌ิ                    | ◌ี                    | ◌ึ                    | ◌ื                    | ◌ุ                    | ◌ู                    | ◌ฺ                    |                      |                      |                      |                      | ฿                    |
| Ex                   | เ                    | แ                    | โ                    | ใ                    | ไ                    | ๅ                    | ๆ                    | ◌็                    | ◌่                    | ◌้                    | ◌๊                    | ◌๋                    | ◌์                    | ◌ํ                    | ◌๎                    | ๏                    |
| Fx                   | ๐                    | ๑                    | ๒                    | ๓                    | ๔                    | ๕                    | ๖                    | ๗                    | ๘                    | ๙                    | ๚                    | ๛                    |                      |                      |                      |                      |